# تايكوانج جروب
تايكوانج جروب هي تكتل شركات كورية جنوبية كبيرة تنتج الملابس، والمواد الكيميائية، والصناعية، ومنتجات الخدمات المالية.